# Unione per il Progresso Nazionale
L'Unione per il Progresso Nazionale (in kirundi: Umugambwe w'abatasigana; in francese: Union pour le progrès national - UPRONA) è un partito politico del Burundi.

## Storia

### Fondazione
L'UPRONA venne fondato in clandestinità nel settembre 1958 dal principe Louis Rwagasore, figlio del re Mwambutsa Bangiricenge, Pierre Ngendandumwe e Thaddée Siryuyumunsi con la partecipazione di Paul Mirerekano. Nel gennaio del 1960 esce dalla clandestinità ed inizia l'attività politica. Nacque come partito populista, nazionalista, indipendentista, transtribale.
Sotto la guida carismatica di Louis Rwagasore, riuscì a raccogliere tra le sue file le diverse componenti moderniste della società burundese: i piccoli commercianti, gli "arabisés", la piccola borghesia, gli insegnanti ed in genere i cosiddetti "évolués" come venivano chiamati all'epoca i progressisti.
Non era un partito etnico, anzi tutte le componenti del paese vi avevano accesso: gli stessi collaboratori del principe erano bahutu. Rwagasore si preoccupava di dare istanza anche ai capi baganwa dei due clan, bezi e batare, ma i batare preferirono sostenere il conservatore Partito Democratico Cristiano (Parti Démocratique Chrétien, PCD) rivale. Nell'UPRONA quindi si potevano trovare attorno ai nobili bezi, tutti quelli che, sia bahutu sia batutsi, consideravano il regime coloniale come un ostacolo allo sviluppo del paese. 
Nel marzo 1960 si svolse il primo congresso. Con forza si pretese la fine del colonialismo belga e l'indipendenza del Burundi iniziando un'azione di boicottaggio dell'economia belga.
Il motto del partito era: "Imana, Umwami, Uburundi" (Dio, Re, Burundi). Era ancora un partito monarchico, il re era visto come garante dell'unità di tutti i barundi. In questo periodo "progressista", l'Uprona tenne contatti col partito TANU di Julius Nyerere in Tanzania e col Mouvement National Congolais (MNC) di Patrice Lumumba in Congo. Ma l'amministrazione coloniale considerava Rwagasore una persona teleguidata dall'Unione Sovietica e preferiva appoggiare il conservatore PDC.

### Prime elezioni
Nel dicembre 1960 partecipò alle elezioni comunali, ma Rwagasore era in prigione e non poté partecipare alla campagna elettorale. L'UPRONA non ottenne un buon risultato. La vittoria andò al PDC.
Il 18 settembre 1961 si svolsero le elezioni politiche sotto la supervisione dell'ONU. L'UPRONA ottenne l'80% dei voti; il fronte comune, di cui faceva parte il PDC, il 20%. In termini di seggi, fu 58 seggi contro 6. L'amministrazione coloniale fu costretta ad accettare i risultati, che rappresentavano la vittoria del re Mwambutsa Bangiricenge e di suo figlio Rwagasore contro i colonialisti e contro il clan dei batare. Gli elettori espressero il loro sentimento tradizionale di devozione alla famiglia reale e del desiderio di unità della nazione.
Il 28 settembre 1961 Thaddée Siryuyumusi fu eletto presidente dell'Assemblea legislativa e Rwagasore fu incaricato di formare il nuovo governo che doveva preparare il paese all'indipendenza. Il 29 settembre fu nominato Primo ministro. Pierre Ngendandumwe era vice primo ministro e ministro delle finanze.

### Assassinio di Rwagasore
Due settimane dopo, venerdì 13 ottobre 1961, Louis Rwagasore fu assassinato. Pochi giorni dopo, furono arrestati i responsabili, appartenenti al PDC che avevano assoldato un sicario.
L'omicidio provocò una deriva nell'UPRONA che portò in poco tempo a una scissione; fu inoltre un'aggravante del conflitto etnico.

### Il dopo Rwagasore
Privato del proprio presidente carismatico, l'UPRONA non riuscì a trovare una figura unificatrice e si divise in due correnti conflittuali: da una parte l'ala "moderata" chiamata gruppo di Monrovia, pro occidentale e composta quasi esclusivamente da personalità hutu, dall'altra l'ala "progressista" detta gruppo di Casablanca, inizialmente pro cinese e quasi esclusivamente composta da tutsi. Come successore alla presidenza del consiglio, il re nominò il proprio genero, il principe André Muhirwa del clan batare. Il naturale successore, il vice primo ministro di Rwagasore Pierre Ngendandumwe fu scartato perché hutu. Il governo era composto da 3 hutu e 7 tutsi.
Sotto questo governo venne creata la Jeunesse nationaliste Rwagasore (JNR), un movimento giovanile armato e integrato al partito. I responsabili del massacro di Kamenge, avvenuto nel gennaio 1962, in cui furono uccisi quattro sindacalisti hutu del PP, sono da ricercare tra le file di questo movimento, così come l'uccisione del borgomastro di Muramba Mathias Miburo (interrato vivo).
Il 30 giugno 1962 l'assassino di Louis Rwagasore venne fucilato.
Il giorno dopo, il 1º luglio 1962, il Burundi diventava indipendente.
Il 14 settembre 1962 si svolse un congresso del partito, a Muramvya, per l'elezione del presidente. La volontà di Rwagasore era di affidare la carica a Paul Mirerekano e nessuno aveva mai contestato questa decisione. Tuttavia, i radicali tutsi (André Muhirwa, Jean Ntiruhwama, Albin Nyamoya, Pierre Ngunzu) riuscirono ad impedire fisicamente l'arrivo al congresso delle delegazioni sostenitrici di Mirerekano. Risultò eletto Joseph Bamina, un hutu "devoto". Quando Mirerekano e Siryuyumunsi rifiutarono di sedere al comitato centrale del partito vennero accusati di seminare la discordia e di fomentare il razzismo.
Il 25 marzo 1963 André Muhirwa fece imprigionare Thaddée Siryuyumunsi, di origine tutsi ma amico di Rwagasore e di appartenenza al gruppo Monrovia, presidente dell'assemblea nazionale, a dispetto della sua immunità parlamentare. Fatto scarcerare dal re il 1º maggio, l'assemblea approvò una mozione di censura che fece cadere il governo. Il re non poté sottrarsi a nominare l'hutu Pierre Ngendandumwe il 18 giugno 1963. Il suo governo era composto da 13 membri: 7 tutsi e 6 hutu, ma durò meno di un anno. Sotto pressione di manifestazioni della JNR, di cui alcuni membri erano stati condannati a morte per il massacro di Kamenge, il re lo destituì e nominò Albin Nyamoya, che però non ricevette mai l'investitura dell'assemblea nazionale. Anche questo governo non durò a lungo e gli eventi precipitarono. Era un governo di parte tutsi, aveva instaurato un vero e proprio regime del terrore: gli assassini di Kamenge erano stati graziati e il primo vescovo hutu, monsignor Gabriel Gahimbare, venne ucciso a Kirundo il 13 dicembre 1964. Dopo una visita in Cina, anche Nyamoya fu destituito e la JNR fu dichiarata illegale.
Pierre Ngendandumwe ricevette di nuovo l'incarico, ma il 15 gennaio 1965, poche ore dopo aver presentato il nuovo governo all'Assemblea Nazionale (era composto di 9 tutsi e 6 hutu), fu assassinato davanti alla clinica "Prince Louis Rwagasore": aveva fatto visita alla moglie che aveva appena partorito il terzo figlio.

### Elezioni del 1965
Gli estremisti tutsi imposero un loro uomo: il presidente dell'UPRONA Joseph Bamina, ma il re anticipa le elezioni legislative previste per settembre.
Le elezioni si svolsero il 10 maggio 1965: l'UPRONA ottenne la maggioranza dei seggi, 21 deputati su 33 e 12 senatori su 16, ma questo risultato, anziché donare stabilità al paese, fu causa di maggiori tensioni. Il re e i suoi consiglieri rifiutarono il verdetto delle elezioni: lo scrutinio aveva sì dichiarato la vittoria dell'UPRONA, ma anche degli hutu (23 deputati su 33 e 10 senatori su 16), cosa inaccettabile. L'incarico fu quindi affidato al principe Léopold Bihumugani (alias Biha), cugino del re e personaggio "al di sopra delle parti", e la costituzione veniva sospesa.

### La repubblica
Nell'ottobre 1965 vi fu un fallito colpo di Stato, a cui fece seguito la fuga del re e la conseguente ascesa al trono di suo figlio Ntare Ndizeye. 
Il 28 novembre 1966 il capitano Michel Micombero prese il potere con un colpo di Stato, proclamò la fine del regno e l'inizio della repubblica e si nominò Presidente. Assunse anche la presidenza dell'UPRONA che divenne il partito unico e il pilastro della dittatura militare. Gli altri partiti furono messi al bando; tornarono alla legalità nel 1993.
Solo il 30 aprile 2003 Pierre Buyoya, nuovo presidente dell'UPRONA, cedette il potere al Domitien Ndayizeye, a capo del Front pour la Démocratie au Burundi, espressione della maggioranza hutu.
Alle elezioni legislative del 2005 il partito ha raccolto il 7,2% dei consensi conquistando 15 dei 118 seggi parlamentari.

## Risultati
| Elezione         | Voti    | %     | Seggi    |
| ---------------- | ------- | ----- | -------- |
| Legislative 2010 | 251.751 | 11,06 | 17 / 106 |
| Legislative 2015 | 71.189  | 3,09  | 2 / 121  |
| Generali 2020    | 108.865 | 2,54  | 1 / 121  |

| Elezione           | Elezione | Candidato       | Voti   | %    | Esito         |
| ------------------ | -------- | --------------- | ------ | ---- | ------------- |
| Presidenziali 2015 | I° turno | Gerard Nduwayo  | 60.380 | 2,28 | ❌ Non eletto |
| Generali 2020      | I°turno  | Gaston Sindimwo | 73.353 | 1,70 | ❌ Non eletto |